# Floresta Estacional Sempre-Verde

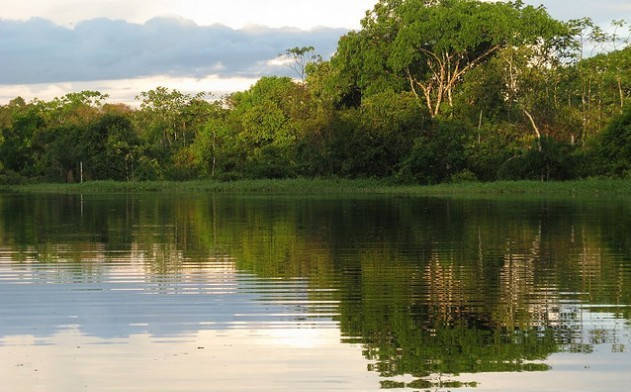
Floresta Estacional Sempre-Verde, Mato Grosso.

Floresta Estacional Sempre-Verde (ou floresta estacional perenifólia) é um tipo de vegetação florestal, com clima estacional e folhas perenes, encontrado na região da Amazônia em Mato Grosso.
Ela se caracteriza por uma floresta que mantém suas folhas mesmo em períodos de estiagens. Apesar da existência de um período seco bem definido, caracterizando a sazonalidade do local, não há queda foliar das espécies de plantas. Isso acontece pela disponibilidade hídrica no solo. Nestes locais, apesar dos meses sem chuva, as espécies conseguem captar água com raízes profundas, facilitadas pelas características do solo que permitem o aprofundamento das raízes. Com isso não sofrem estresse hídrico e não há queda acentuada das folhas, se caracterizando como perenifólia.
A floresta ocorre na região do Alto Rio Xingu, na Bacia Sedimentar dos Parecis e parte das depressões do Guaporé, Paraguai, Araguaia e Planalto do Tapirapuã.
Identificada há alguns anos, passou oficialmente a constar no Sistema de Classificação da Vegetação Brasileira do IBGE a partir de 2012.
Após a publicação do Sistema de Classificação da Vegetação Brasileira do IBGE a partir de 2012  foi detectada a ocorrência de Floresta Estacional Perenifólia na Floresta Atlântica, na transição entre a Floresta Estacional Semidecidual, mais para o interior do continente, e a Floresta Ombrófila Densa que nas serras litorâneas. Resolvendo o paradigma da inexistência de florestas decíduas no Espirito Santo. Isto ocorre na floresta de tabuleiro, que ocorre no norte do Espírito Santo, onde as árvores da floresta da Reserva de Linhares possuem maior caducifolia do que das florestas ombrófilas, mas menor do que das florestas estacionais semideciduais. 

## Tipos
Tipos de floresta estacional sempre verde, de acordo com o IBGE (2012):
- Floresta estacional sempre verde aluvial: Situadas especialmente nas calhas dos Rios Culuene, Teles Pires, Verde, Arinos, Sangue, Juruena, Juína, Jauru e Guaporé. Composto por árvores emergentes com altura média de 25 metros.
- Floresta estacional sempre verde das terras baixas: Ocorrem em depressões dos Rios Paraguai, Guaporé e Araguaia, em altitudes inferiores a 200 metros, com árvores de grande porte, podendo atingir 35 a 40 metros.
- Floresta estacional sempre verde submontana: Ocorrem no Planalto dos Parecis, na região do Alto Xingu, em altitudes que variam de 300 metros a 450 metros. Em alguns locais a estrutura da floresta possui dossel emergente, com altura superior aos 30 metros. Em outros locais possui uma estrutura fina, de porte baixo, com dossel uniforme, com poucas espécies de valor comercial e com diversidade baixa.